# Strada provinciale 141 Moretta - Murello
La strada provinciale Moretta-Murello (SP 141) è una strada provinciale italiana il cui percorso si snoda in Piemonte nei comuni di Moretta e Murello.

## Percorso
Inizia dall'imbocco della SP 133 in via Villanova Solaro presso Moretta, attraversa la regione Pasco, il ponte sul Varaita e dopo un km si arriva a Murello, nei pressi della rotonda.